# Barney Gumble
Bernard "Barney" Gumble (spelad av Dan Castellaneta) är en rollfigur i den animerade TV-serien Simpsons. 

## Biografi
Barney är nära vän till Homer Simpson. Under collegetiden bodde de i samma studentlägenhet. Efter att Homer lurade i Barney öl i unga år, blev han fast i alkoholmissbruk. Barney finner man oftast på Moe's Tavern i Springfield. Efter att ha varit nykter under några säsonger, och istället utvecklat kaffemissbruk, återtog han sin gamla ovana i säsong 14. Han blev då helikopterpilot och lyckades genom det rädda Bart och Lisa samt Chloe.
Barney har vunnit första pris i Springfields filmfestival och priset var en tankbil full med duff-öl. Han bor ovanför Moes bar, även om man inte kan se att han gör det. Han är spermadonator på Springfield Sperm Bank och har därigenom fått en dotter. Han jobbar ofta som försökskanin och fick en gång en mängd öron på bröstet som en bieffekt.
I avsnittet The City of New York vs. Homer Simpson (9.01) skulle Barney vara nykter för att köra hem alla från Moe's så han fick köra Homers bil. Han skulle lämna tillbaka den till Homer dagen därpå men sedan kom det ett brev hem till familjen Simpsons från New York att Homers bil stod felparkerad mitt på Manhattan.
Barney har ofta väldigt pinsamma jobb; till exempel har han jobbat som jättebebis iförd blöja och delat ut broschyrer utanför en affär. Hans ungdomskärlek var Chloe; därefter han dejtat Selma Bouvier.
Han blir ibland utsparkad från Moe's Tavern då han är för full.

## Övrigt
Figurens namn är inspirerat av Barney Rubble (Barney Granit på svenska) från den animerade TV-serien Familjen Flinta.